# Body Modification E-zine
Pour les articles homonymes, voir BME.

Body Modification E-zine (abréviation BME) est un magazine online qui traite du monde actuel des modifications corporelles comme les tatouages, les piercings, les implants ou l'amputation.
M. Shannon Larratt («glider») l'a créé en 1994. C'est le premier et le plus grand site web sur le sujet. BME contient beaucoup d'informations sur la communauté qui les pratique.
BME était soutenu en 2000 avec l'addition du site Web « http://iam.bmezine.com/ », orienté vers la communauté des praticiens. En 2004, le chat internet de BME était enlevé. De plus, le site a été rattrapé par les critiques concernant ces pratiques qui peuvent être considérées comme des actes « d'exécution de la médecine sans permis » - particulièrement en relation avec des sujets comme l'amputation, les implants corporels ou la scarification. 
Le site web est bloqué par beaucoup de filtres Internet qui sont prévus pour protéger les enfants, pour des raisons de nudité ou de violence extrême.